# Paolo Romeo
Paolo Romeo (nacido el 20 de febrero de 1938) es actualmente cardenal y arzobispo emérito de Palermo. Fue nombrado por el papa Benedicto XVI el 19 de diciembre de 2006.

## Biografía

### Primeros años
Romeo nació el 20 de febrero de 1938 y es el quinto de nueve hijos. Después de la escuela primaria entró en el seminario y comenzó a estudiar teología.
Su obispo lo envió a Roma en 1959 para completar sus estudios académicos y logró la licenciatura en teología en la Pontificia Universidad Gregoriana y el doctorado en Derecho Canónico en la Pontificia Universidad Lateranense.
Fue ordenado el 18 de marzo de 1961, en la capilla del Seminario Episcopal de Acireale y fue incardinado en la diócesis de Acireale. Continúo sus estudios en la universidad y estuvo en el ministerio pastoral como asistente del Grupo Scouts "Roma IX" en el "Colegio San José en la Piazza di Spagna" y asistente diocesano de la asociación "Silenziosi Operai della Croce".

### Trabajo diplomático
En 1964, fue llamado a la Pontificia Academia Eclesiástica y el 1 de enero de 1967 entró al servicio diplomático de la Santa Sede. Romeo ha trabajado en las nunciaturas de Filipinas, Bélgica, Luxemburgo, la Comunidad Europea, Venezuela y Ruanda y Burundi. En 1967, fue llamado al Consejo de Asuntos Públicos de la Iglesia en la Secretaría de Estado. Al mismo tiempo, trabajó como director de la "Casa Internazionale del Clero" y fue asistente regional para la Lazio de la AGESC.
En 1976 fue llamado a la Secretaría de Estado de la Santa Sede para supervisar las comunidades católicas de los países de América Latina y las actividades de la Conferencia Episcopal Latinoamericana, especialmente en ese momento que implicó la preparación de la 3ª Conferencia General de ese continente que fue inaugurada el 29 de enero de 1979.
El 17 de diciembre de 1983 fue nombrado arzobispo titular el de Vulturia por el papa Juan Pablo II y ese mismo día fue nombrado Nuncio Apostólico en Haití. Se quedó en Haití hasta su nombramiento para servir como Nuncio en Colombia en abril de 1990. Nueve años más tarde fue nombrado para servir como Nuncio en Canadá.

### Arzobispado de Palermo
El 17 de abril de 2001 comenzó su período de representación de la Santa Sede en Italia y San Marino. El papa Benedicto XVI nombró a Mons. Romeo para servir como arzobispo metropolitano de Palermo el 19 de diciembre de 2006, reemplazando a Salvatore De Giorgi, quien había llegado a la edad de jubilación de 75 años en septiembre de 2005. El arzobispo Romeo recibió el palio en la Basílica de San Pedro de la Ciudad del Vaticano el 29 de junio de 2007 del papa Benedicto XVI, junto con otros 45 arzobispos metropolitanos. El arzobispo Romeo fue elegido presidente de la Conferencia Episcopal de Sicilia, el 14 de febrero de 2007.
Fue nombrado cardenal de Santa María Odigitria de los Sicilianos en un consistorio el 20 de noviembre de 2010. Él será capaz de votar en un cónclave papal hasta su cumpleaños número 80 en el año 2018. En diciembre de 2010 fue nombrado miembro del Pontificio Consejo para los Laicos. El 3 de octubre de 2010 acogió al papa Benedicto XVI que visitó la capital siciliana.
El 27 de octubre de 2015 fue aceptada su renuncia al gobierno pastoral de la archidiócesis, por motivo de edad.
El 16 de enero de 2016 fue nombrado miembro de la Pontificia Comisión para América Latina.